# Ken Keen

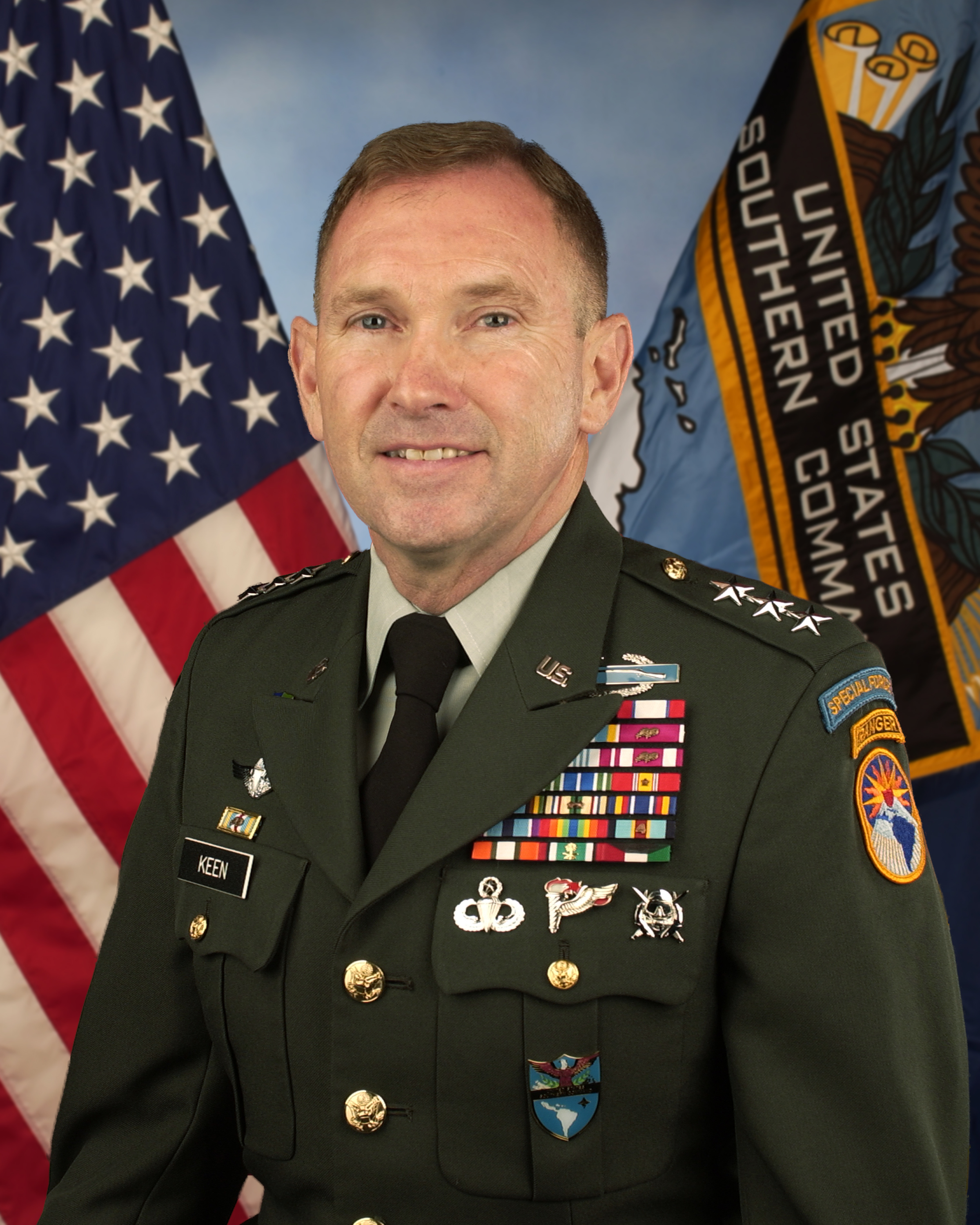
Keen, 2009

P. K. „Ken“ Keen ist ein pensionierter Generalleutnant und war seit 2009 stellvertretender Kommandeur von United States Southern Command (SOUTHCOM). 2010 wurde er einer breiten Öffentlichkeit bekannt, als er von Port-au-Prince aus die Hilfsoperation der Streitkräfte der Vereinigten Staaten nach dem Erdbeben in Haiti 2010 leitete.

## Leben
Keen kommt aus Kentucky. 1974 machte er einen Abschluss an der Eastern Kentucky University. Dort machte er seinen Bachelor in Mathematik. Militärisch erlangte er den Rang eines Generalleutnants.

## Laufbahn
- Infanterie
- Spezialkräfte
- 1977–1988 Offizier in Panama, Honduras und Brasilien
- Kommando  der United States Army Rangers im Zweiten Golfkrieg
- 2001–2003 Kommando des US-Militärs in Kolumbien
- 2005–2007 Kommando von USARSO, einer Einheit von SOUTHCOM
- 2007–2009 Stabschef United States European Command (EUCOM)
- 2009-heute stellvertretendes Kommando SOUTHCOM

## Auszeichnungen
Auswahl der Dekorationen, sortiert in Anlehnung der Order of Precedence of Military Awards:
- Army Distinguished Service Medal
- Defense Superior Service Medal
- Legion of Merit
- Defense Meritorious Service Medal
- Meritorious Service Medal
- Army Achievement Medal